# روز سال نو (ترانه تیلور سوئیفت)
«روز سال نو» (انگلیسی: New Year's Day) ترانه‌ای از خواننده-ترانه‌سرای آمریکایی تیلور سوئیفت، برگرفته از ششمین آلبوم استودیویی‌اش اعتبار (۲۰۱۷) است. این ترانه در ۲۷ نوامبر ۲۰۱۷ به عنوان یک تک‌آهنگ از آلبوم در رادیو کانتری پخش شد. پیش از انتشار، سوئیفت در ۹ نوامبر اجرای زنده ضبط‌شده این ترانه را برای اولین بار در مجموعه تلویزیونی رسوایی انجام داد و در ۱۳ نوامبر ۲۰۱۷ ترانه را به‌صورت زنده در برنامه امشب با اجرای جیمی فلن اجرا کرد.
«روز سال نو» را که سوئیفت به همراه جک آنتونوف نوشته و تهیه کرده‌است، یک اثر پیانو بالاد آکوستیک همراه ریفهای پیانو ظریف و گیتار گاه‌به‌گاه و هارمونی‌های سینث‌سایزر است، و یک تفاوت چشم‌گیر با تهیه-تولید الکترونیک مملو از هوی-سینث اعتبار دارد. در متن ترانه، سوئیفت در حال آواز خواندن در مورد آسیب‌پذیری درونی خود با معشوقه‌اش است که صبح روز بعد از مهمانی شب سال نو با هم‌خانه مشترک خود را تمیز کرده و از یک‌دیگر مراقبت می‌کنند.
ترانه با تولید آکوستیک و اشعار ظریف و در هم پیچیده سوئیفت مورد تحسین منتقدان امروزی قرار گرفت، که آن را نشانه بلوغ هنری سوئیفت می‌دانستند.

## تهیه و نوشتن
تیلور سوئیفت به همراه جک آنتونوف «روز عید» را برای ششمین آلبوم استودیویی‌اش، اعتبار (۲۰۱۷) نوشت و تهیه کرد. آنتونوف برای جلسه‌های ضبط همراه سوئیفت، او را تشویق می‌کرد که احساسات را در یک زمان خاص، وقتی «می‌توانید احساس کنید می‌توانید جهان را تسخیر کنید، یا می‌توانید مانند بزرگترین قطعه زباله‌ای که تاکنون وجود داشته، باشید» به تصویر بکشد.
آنتونوف دربارهٔ همکاری در نوشتن این آهنگ با سویفت می‌گوید: «در آپارتمان من به طرز سریعی اتفاق افتاد، ما صبح به این نتیجه رسیدیم که نوشتن این آهنگ یک رؤیا نبود». ایده و زمینه نوشتن این آهنگ در پارتی سال نو خانه سویفت در لندن شروع شده بود.خود سویفت دربارهٔ متن این آهنگ می‌گوید: «داشتم به این فکر می‌کردم که دیگران، دربارهٔ اینکه کسی را در نیمه شب بوسیده باشی چه می‌گویند و چه فکری می‌کنند. اما فکر می‌کنم چیز دیگری، حتی عاشقانه تر در مورد اینکه چه کسی در روز عید با شما برخورد می‌کند وجود دارد و چه کسی حاضر است برای سال نو خانه ات را مرتب کند؟ فکر کنم این حالت دائمی خواهد بود.» روز عید، یکی از اهنگهایی بود که قبل از انتشار آلبوم اعتبار، فاش شده بود. این آهنگ به عنوان چهارمین تک آهنگ این آلبوم در تاریخ ۲۷ نوامبر ۲۰۱۷ در رادیوی کانتری آمریکا منتشر شد.

## منتقدان
مجله نیویورک دربارهٔ این آهنگ می‌گوید: «روز عید بهترین آهنگ در آلبوم اعتبار نیست، اما یکی از بهترین‌ها و مانند بقیه چیزها خوب است. چون، احساس ستیزه‌جویی از خیانت آلبوم را به خوبی در جایی دیگر تقویت می‌کند. معلوم است سویفت خود را در این موقعیت قرار داده‌است تا احساسات مشترک و عمیق را به عنوان یک ستاره پاپ که به عنوان یک سلبریتی بی عاطفه نشان داده می‌شود را آشکار کند و بگوید که او هنوز یک هنرمندی است که می‌توان به آن عقیده داشت.»

## عملکرد تجاری
این آهنگ نخست رتبه ۴۰ را در چارت آهنگهای داغ کانتری آمریکا بدست آورد و سپس در اوج خود، به رتبه ۳۱ رسید. همچنین به رتبه ۴۱ در چارت کانتری ایرپلی (اهنگهای کانتری بیلبورد) زسید. روز عید، پس از آهنگ Shake it off، دومین آهنگ از سویفت است که وارد این دو چارت می‌شود. همچنین این آهنگ در چارت آهنگهای کانتری کانادا به رتبه ۵۰ رسید.

## اجراهای زنده
سویفت برای اولین بار، این آهنگ را در سکرت سشنزی در خانه اش در رودآیلند در اکتبر ۲۰۱۷ برای طرفدارانش اجرا کرد. همچنین در تاریخ ۱۳ نوامبر ۲۰۱۷، سویفت برای اجرای این آهنگ در برنامه امشب با اجرای جیمی فالن حضور یافت. سویفت در تور جهانی اعتبار، مشاپی از این آهنگ به همراه ترانه Long Live خواند.

## چارت‌ها
| چارت (۱۸–۲۰۱۷)                       | رتبه |
| ------------------------------------ | ---- |
| کانادا کانتری (بیلبورد)              | ۵۰   |
| آهنگ برتر کانتری آمریکا (بیلبورد)    | ۳۳   |
| ایالات متحده کانتری ایرپلی (بیلبورد) | ۴۱   |
| بلژیک (Ultratip Flanders)            | ۳۳   |

## تاریخ انتشار
| کشور                | تاریخ         | فرمت         | ناشر             |
| ------------------- | ------------- | ------------ | ---------------- |
| ایالات متحده آمریکا | ۷ نوامبر ۲۰۱۷ | رادیو کانتری | بیگ ماشین رکوردز |